# Synchaeta pectinata
Synchaeta pectinata är en hjuldjursart som beskrevs av Ehrenberg 1832. Synchaeta pectinata ingår i släktet Synchaeta och familjen Synchaetidae. Arten är reproducerande i Sverige. Inga underarter finns listade i Catalogue of Life.